# Bulbophyllum nigritianum
Espèce
Synonymes
- Bulbophyllum africanum A.D.Hawkes[1]
- Phyllorchis albida (De Wild.) Kuntze[1]

 Bulbophyllum nigritianum est une espèce de plantes à fleurs de la famille des Orchidaceae (les Orchidées) et et du genre Bulbophyllum, présente dans plusieurs pays d'Afrique tropicale : Sierra Leone, Liberia, Côte d'Ivoire, Ghana, Nigeria, île de Sao Tomé (Sao Tomé-et-Principe), Gabon, République démocratique du Congo.